# Кристина Генриетта Гессен-Рейнфельс-Ротенбургская
Кристи́на Генрие́тта Ге́ссен-Ре́йнфельс-Ротенбу́ргская (нем. Christine Henriette von Hessen-Rheinfels-Rothenburg; 21 ноября 1717, Ротенбург-ан-дер-Фульда, ландграфство Гессен-Ротенбург — 1 сентября 1778, Турин, княжество Пьемонт) — принцесса из Гессенского дома. Дочь Эрнеста II Леопольда, ландграфа Гессен-Рейнфельс-Ротенбурга. Супруга Людовика Виктора Савойского; в замужестве — княгиня Кариньяно.

## Биография
Родилась 21 ноября 1717 года в замке Ротенбург, в Ротенбург-на-Фульде. Она была младшей дочерью Эрнеста II Леопольда, ландграфа Гессен-Рейнфельс-Ротенбурга, главы католической ветви Гессенского дома и его супруги графини Элеоноры фон Лёвенштайн-Вертхайм-Рошфор. Всего в семье было десять детей.
Её старшими сёстрами были принцессы Поликсена и Каролина. Принцесса Поликсена была замужем за Карлом Эммануилом III, королём Сардинии и Пьемонта. Принцесса Каролина была замужем за Луи Анри де Конде, герцогом Бурбоном.
4 мая 1740 года принцесса Кристина вышла замуж за принца Людовика Виктора Савойского, сына принца Виктора Амадея I, князя Кариньяно и принцессы Виктории Франциски Савойской. Спустя год после бракосочетания, он унаследовал титул князя Кариньяно. Второй ребёнок супругов родился во дворце Кариньяно в Турине.
Принцесса Кристина умерла после продолжительной болезни во дворце Кариньяно в Турине в ночь с 31 августа на 1 сентября 1778 года. Сначала она была похоронена Туринском соборе. В 1835 году её останки были перезахоронены в базилике Суперга. 

### Брак и потомство
В браке Кристины Генриетты и Людовика Виктора родились три сына и шесть дочерей:
- Шарлотта (17.8.1742 — 20.2.1794), принцесса Савойская и Кариньянская, монахиня;
- Виктор Амадей (31.10.1743 — сентябрь 1780), принц Савойский, князь Кариньяно под именем Виктора Амадея II c 1743 года, в 1768 году сочетался браком с принцессой Жозефине Лотарингской (26.08.1753 — 8.02.1797);
- Леопольдина (21.11.1744 — 17.4.1807), принцесса Савойская и Кариньянская, в 1767 году сочеталась браком с доном Андреа IV Дориа-Памфили-Ланди (30.10.1747 — 28.03.1820), князем Мельфи;
- Поликсена (31.10.1746 — 20.12.1762), принцесса Савойская и Кариньянская;
- Габриэлла (17.5.1748 — 10.4.1828), принцесса Савойская и Кариньянская, сочеталась браком с князем Фердинандом Филиппом Йозефом фон Лобковиц;
- Мария Тереза Луиза (8.9.1749 — 3.9.1792), принцесса Савойская и Кариньянская, сочеталась браком с Луи Александром де Бурбоном, принцем де Ламбаль;
- Томас (6.3.1751 — 23.07.1753), принц Савойский и Кариньянский;
- Евгений[англ.] (21.10.1753 — 30.6.1785), принц Савойский и Кариньянский, граф Виллафранка, сочетался морганатическим браком с Элизабет Энн Магон Буасгарэн;
- Катерина (4.4.1762 — 4.9.1823), принцесса Савойская и Кариньянская, сочеталась браком с доном Филиппо Колонна, князем Палиано.